# Jonas Kronkvist

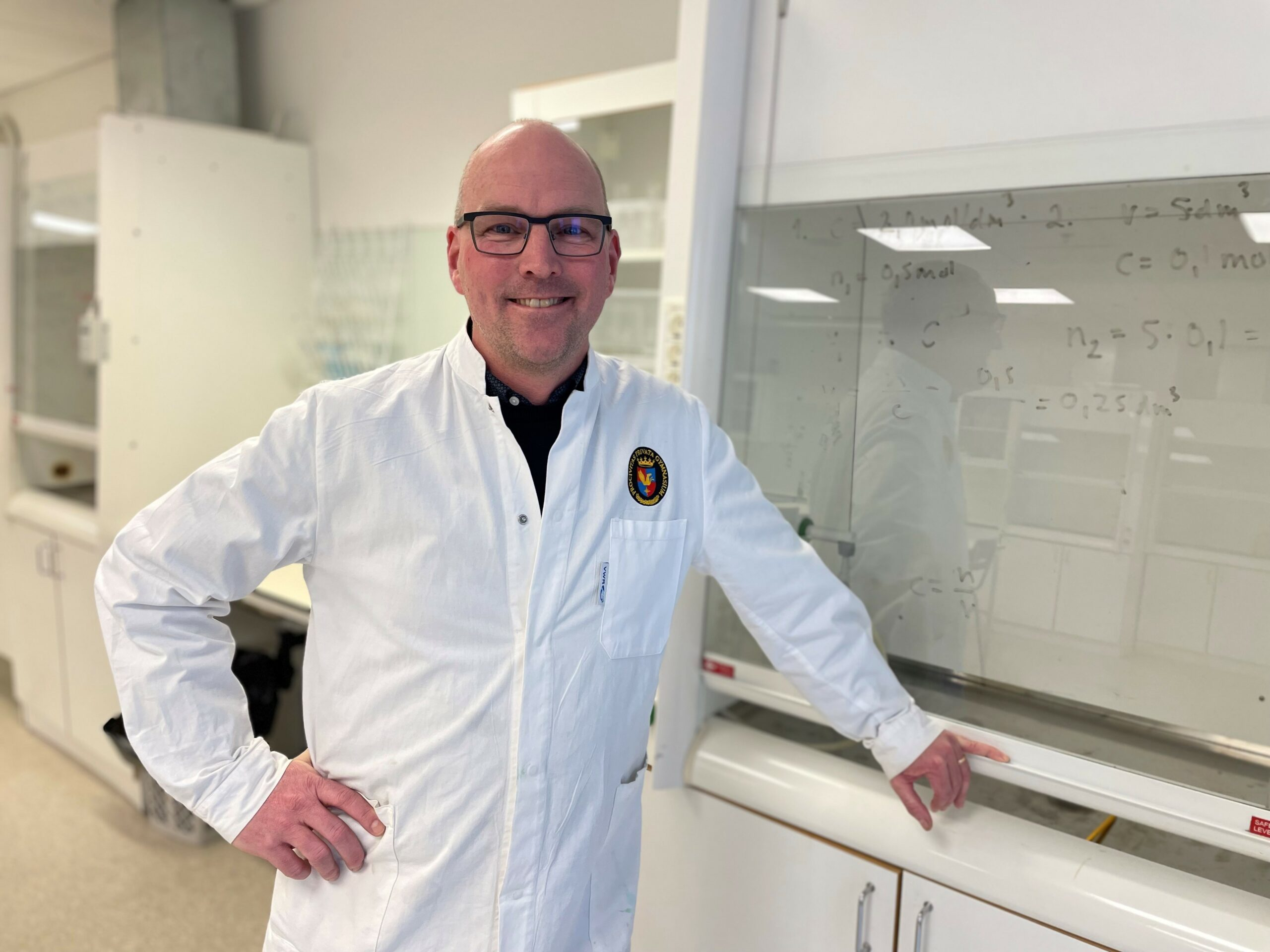
Jonas Kronkvist vid ett dragskåp i laboratoriesalen "Nobel" på Procivitas Privata Gymnasium i Helsingborg.

Jonas Kronkvist, född 15 augusti 1971 i Örkelljunga, är högskoleingenjör inom kemiteknik och gymnasielärare inom matematik och kemi. Han arbetar sedan augusti 2021 vid Procivitas Privata Gymnasium i Helsingborg. Han mottog Ingvar Lindqvistprisen 2023.

## Utbildning
Kronkvist gick teknisk linje på Klippans Gymnasieskola 1987-1990. Därefter utbildade sig han till grundskolelärare inom matematik och NO, vid Högskolan i Kristianstad 1991–1994. Senare avlade Kronkvist kandidatexamen i kemiteknik på Lunds Tekniska Högskola, vid Lunds universitet 2001. Han har därefter läst ytterligare påbyggnadskurser i matematik och kemi.

## Karriär
Från 2001 till 2005 jobbade Kronkvist på Lunds Tekniska Högskola vid Lunds universitet. Där jobbade han bland annat med laborationer inom analytisk kemi och undervisade på tekniskt basår. Därefter har han arbetat som gymnasielärare i matematik och kemi på Olympiaskolan i Helsingborg 2004–2006, Naturbruksgymnasiet Östra Ljungby 2006–2008, Procivitas i Helsingborg 2009–2016, Åbyskolan i Klippan 2016–2021 och Procivitas i Helsingborg från 2021.

## Utmärkelser
Pristagare i Ingvar Lindqvistprisen 2023 som utses av Kungliga Vetenskapsakademin med motiveringen ”för att han skapar en miljö där kemi belyses ur många olika perspektiv. Genom att diskutera kemins relevans i samhällsfrågor lämnar hans elever lektionssalen inte bara med mer kemisk kunskap utan även med ett vidgat perspektiv kring samhälle, politik och industri.”